# Summer Nights (Tiësto)
Summer Nights is een nummer van de Nederlandse dj Tiësto uit 2016, ingezongen door de Amerikaanse singer-songwriter John Legend.
"Het moest een mix worden tussen de energie van mijn club tracks en zijn soulvolle benadering van pop tracks", zei Tiesto over de samenwerking tussen hem en John Legend. "Summer Nights" werd een zomerhit in Nederland. In de Nederlandse Top 40 behaalde het nummer de 23e positie. In Vlaanderen bereikte het nummer slechts de Tipparade.